# Belur
Belur es una ciudad del distrito de Hassan, en el estado de  Karnataka, India.

## Demografía
Belur según el censo del 2001 contaba con 20.225 habitantes (10.352 varones y 9.873 mujeres).

## Atracciones turísticas
Belur fue la capital de Imperio Hoysala (en sus inicios), que gobernó sobre un gran reino entre los río Krishna y río Kaveri, con la ciudad de Halebidu que está a sólo 16 km de distancia, se convierten en uno de los principales destinos turísticos del estado de Karnataka.
La atracción principal en Belur es el complejo del templo Chennakeshava, es decir, opuesto Vishnu) como la pieza central, rodeado por el templo de Chennigraya, construido por Kappe Shantaladevi, la reina del rey Vishnuvardhana.

### Galería de imágenes

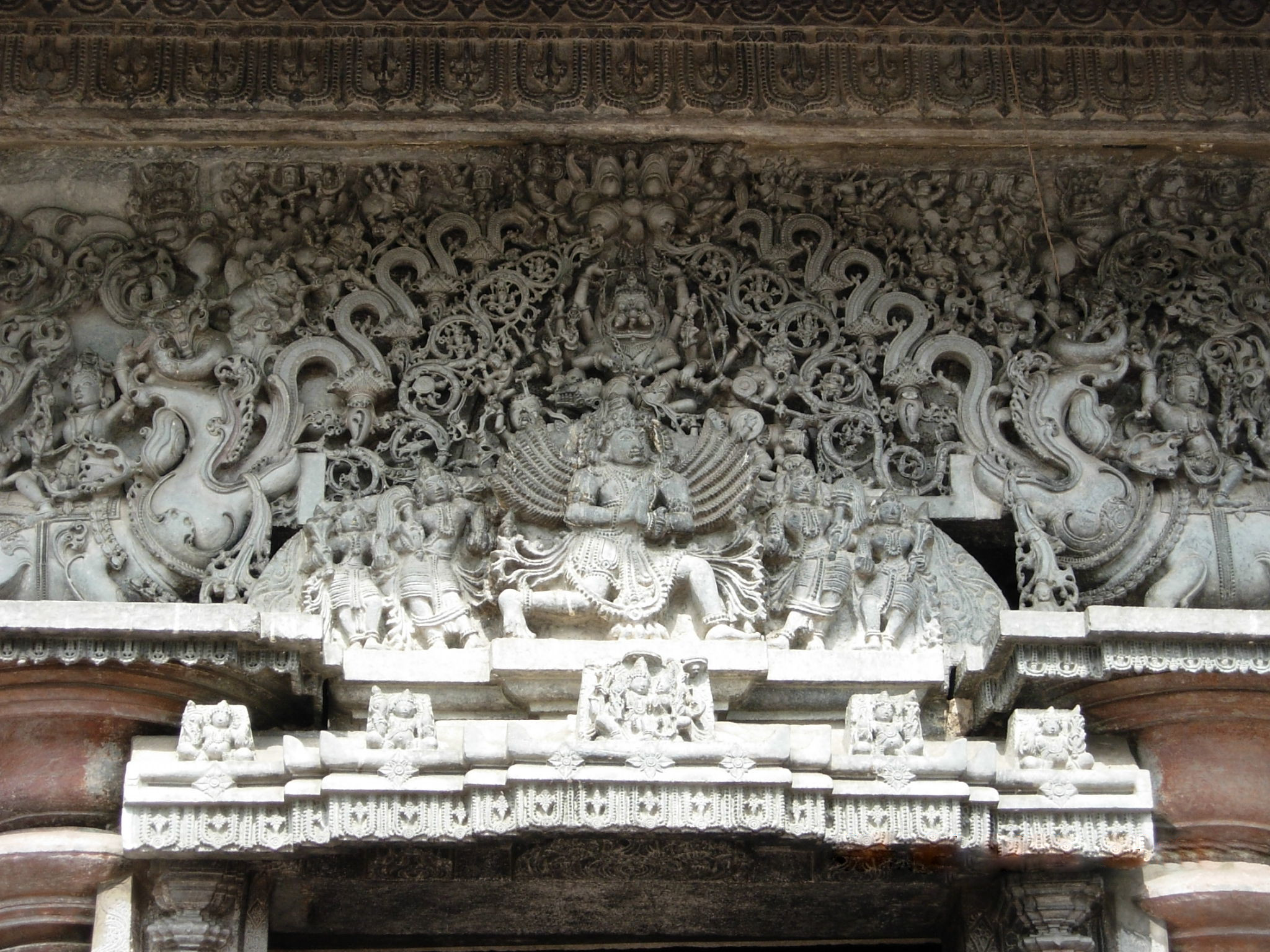
Finos gravados en la entrada del templo Chennakeshava
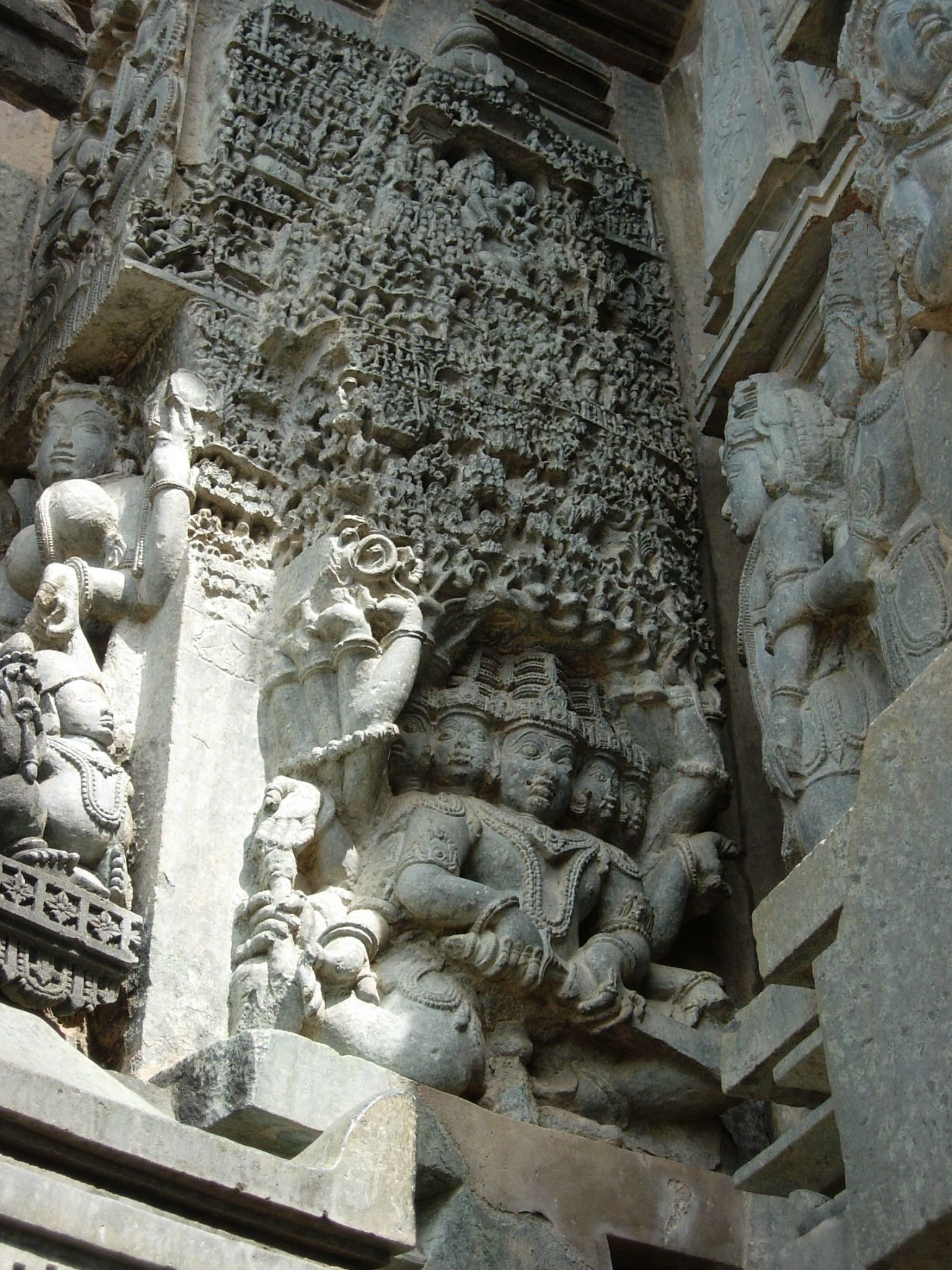
Equilibrio del mundo
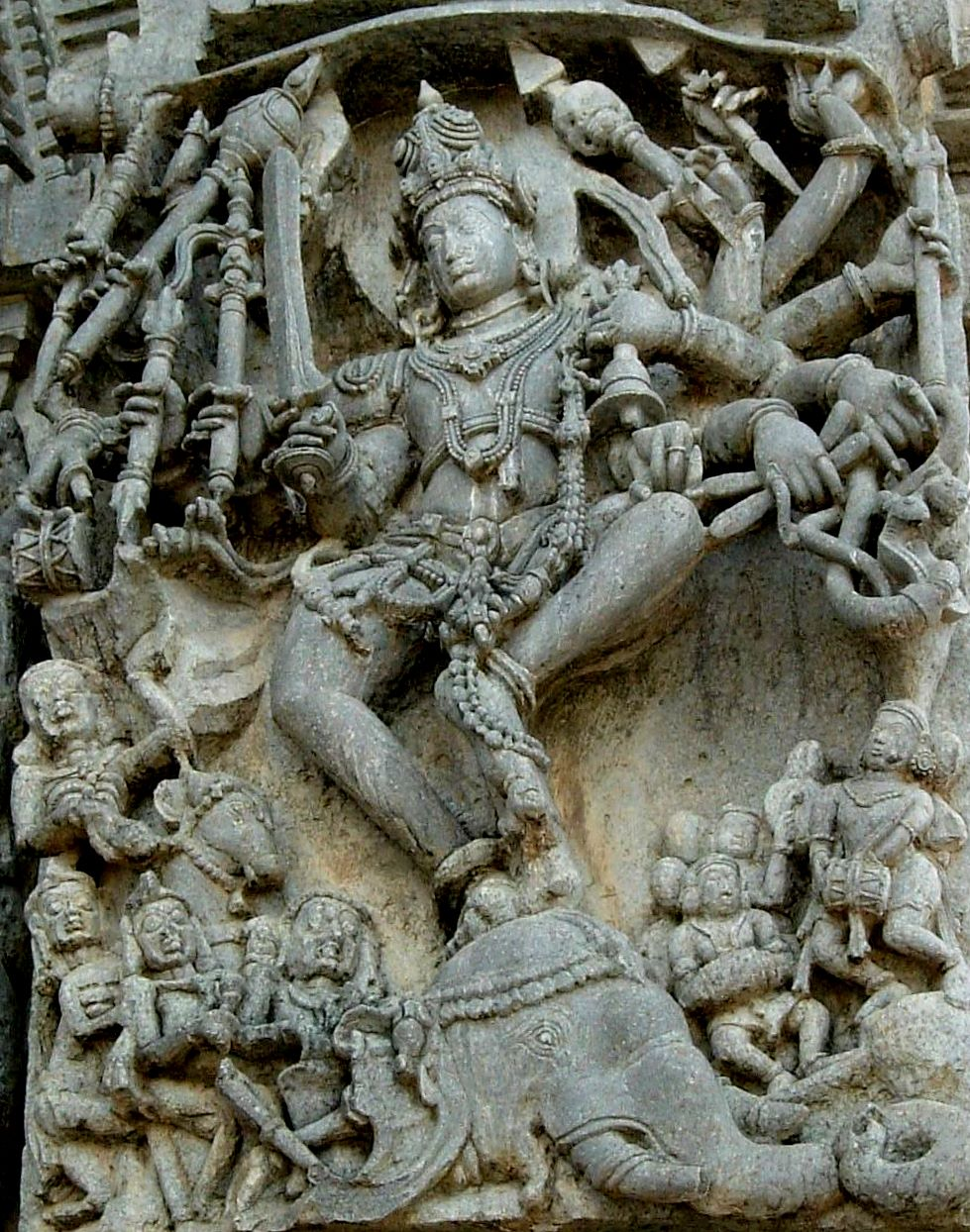
Vista de monumento
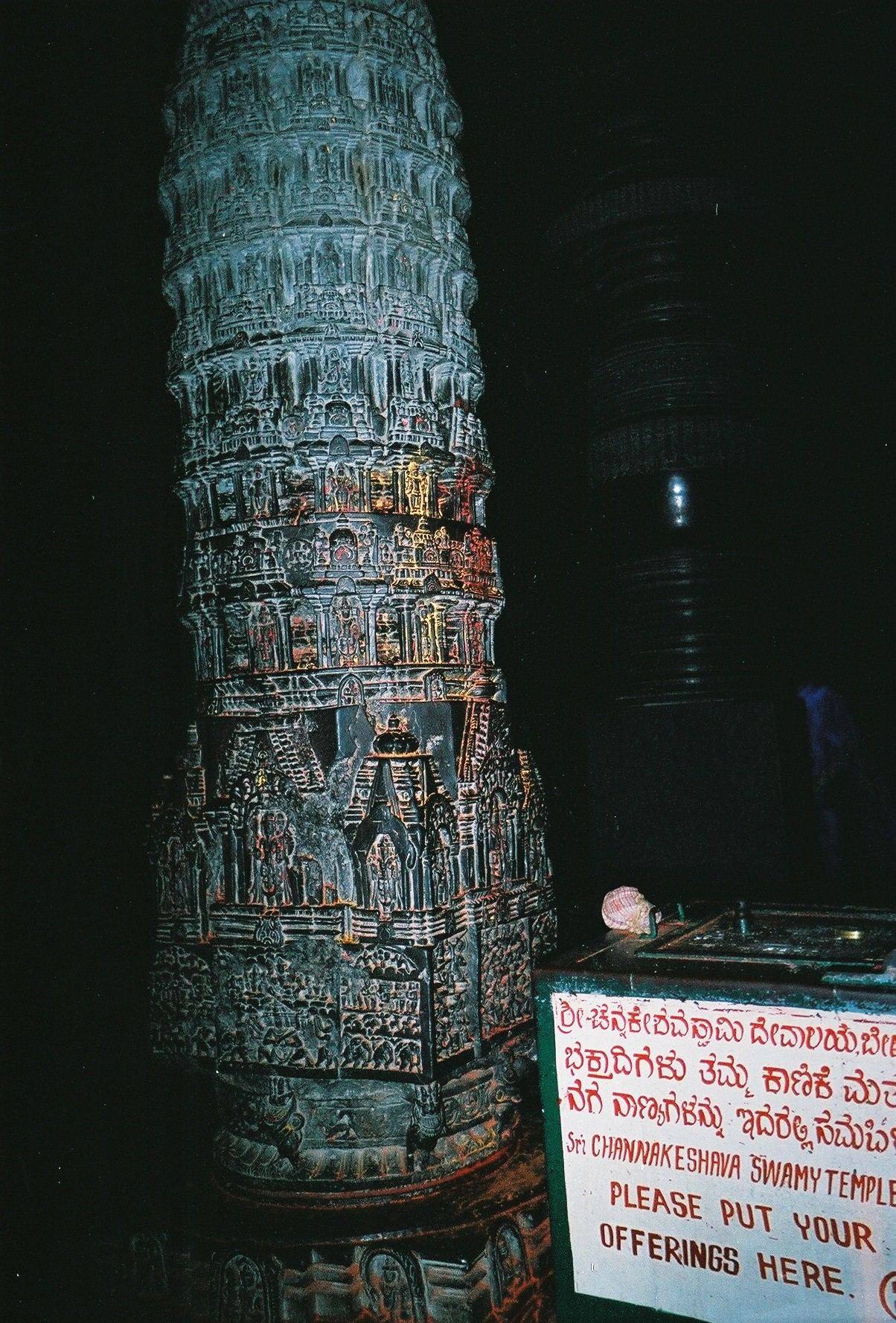
Torre en Halebidu
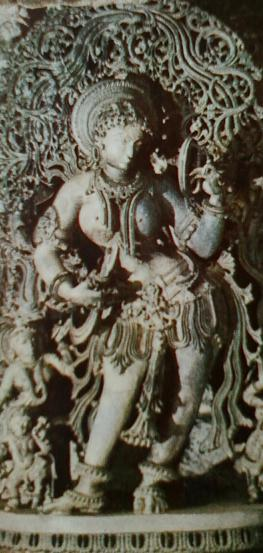
Estatua en Belur
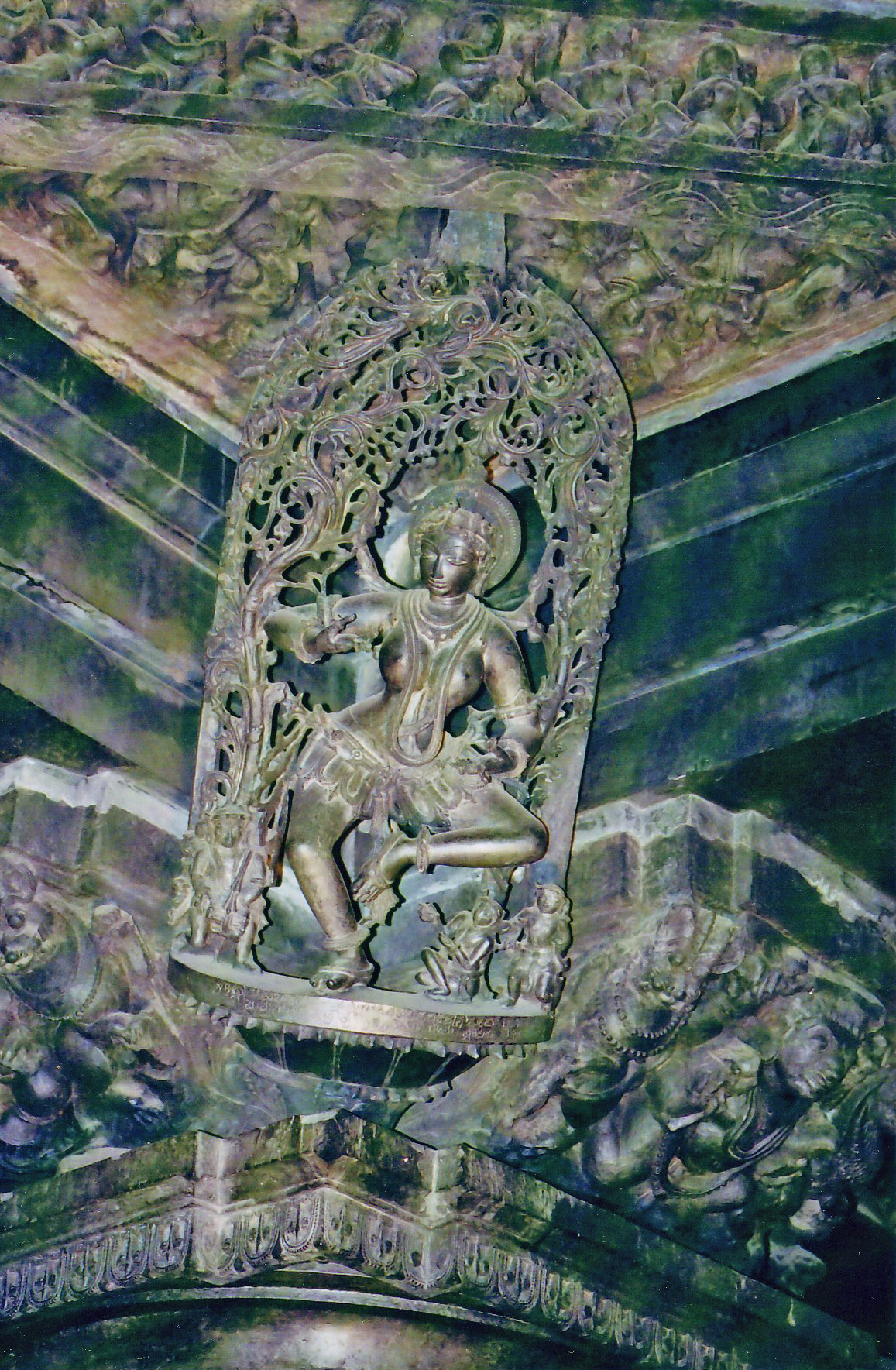
Imagen de Shilabalika1
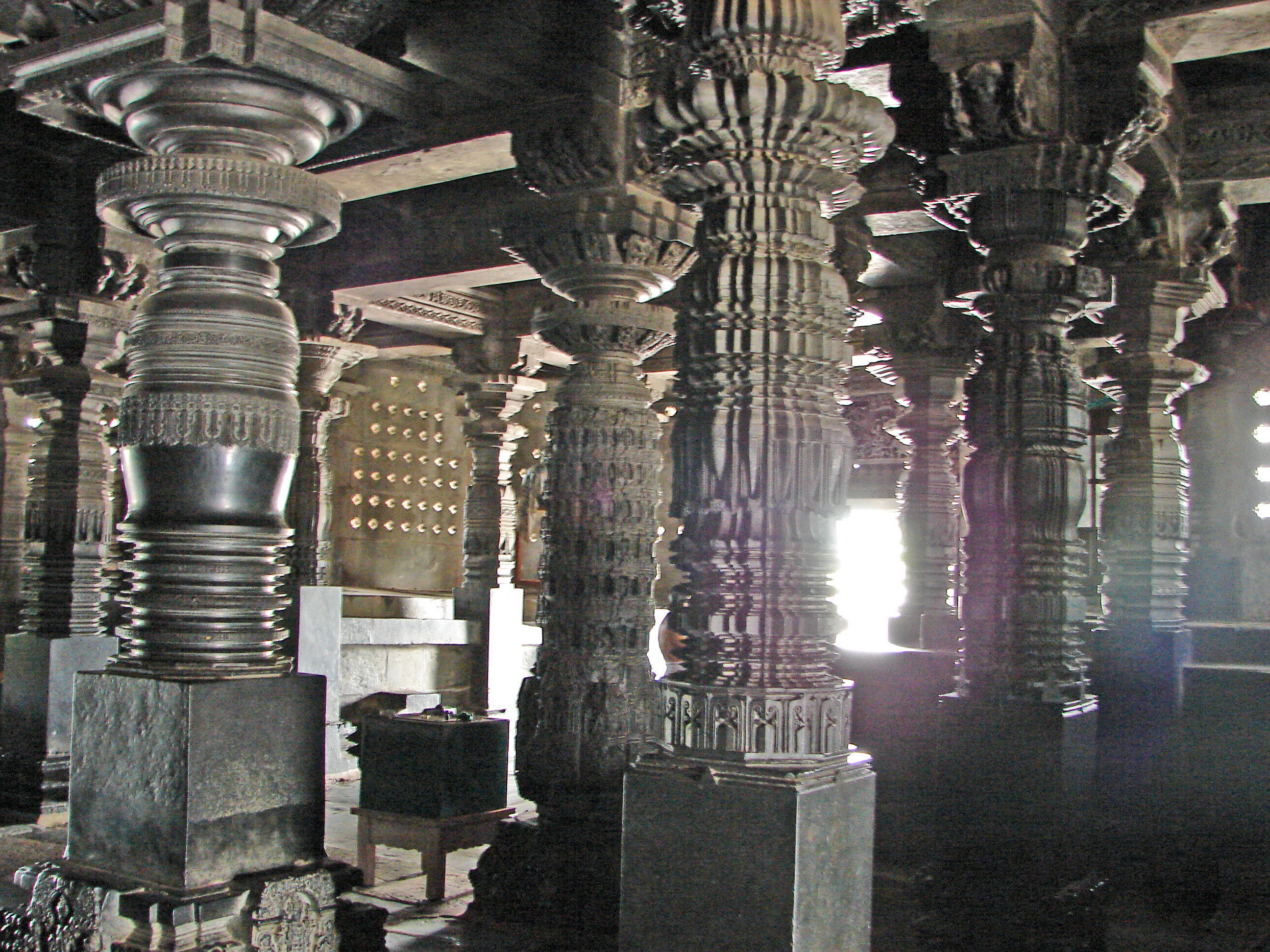
Pilares en Chennakeshava
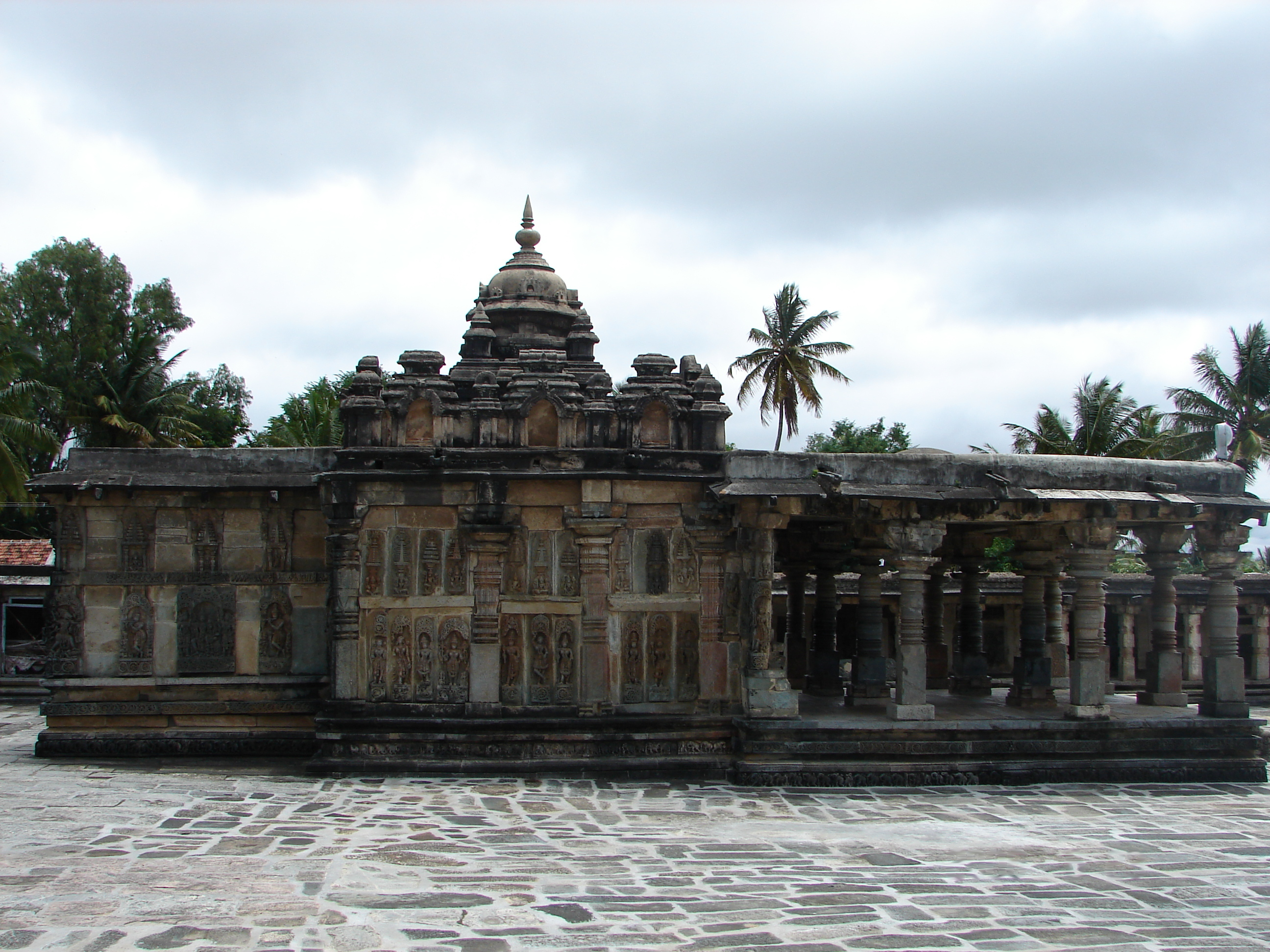
Templo en Lakshminarayana

- Datos: Q760603
- Multimedia: Belur / Q760603